# サン・アルフォンソ・デル・マル

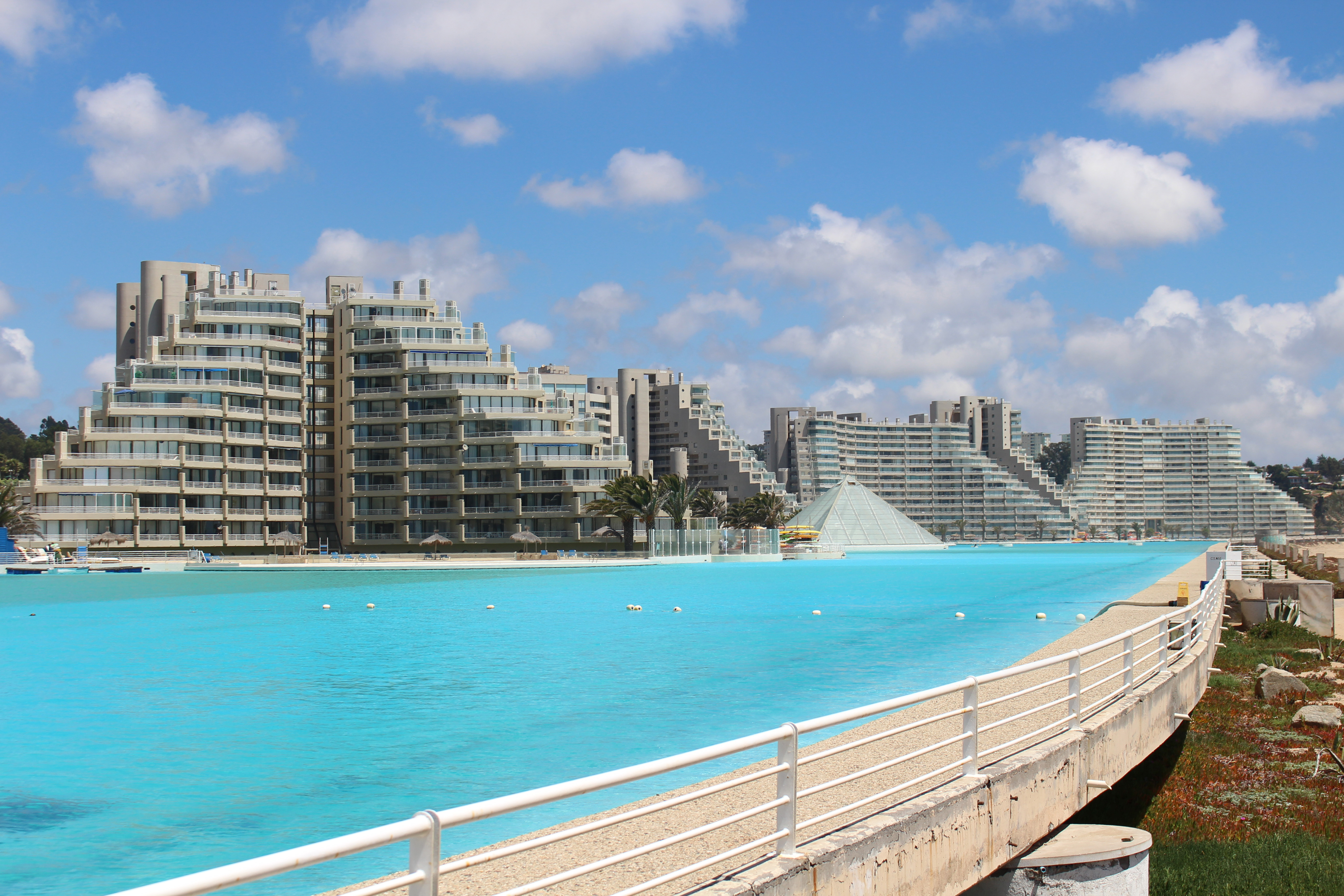
サン・アルフォンソ・デル・マルのプール

サン・アルフォンソ・デル・マル（スペイン語：San Alfonso del Mar）は、チリの首都サンティアゴから約100㎞（62マイル）西にあるアルガロボのプライベート・リゾートである。リゾートのプールは、世界最大の屋外プールと認められている。
プールは長さ1㎞（0.62マイル）で、海水を含む2億5千万リットル（5500万英ガロン、6600万米ガロン）の貯水量があり、最深部で深さ3.5m（11フィート）である。プールの水は、太平洋から汲み上げたものを濾過して使用している。
ホテルの他に、アパートメントを併設。長期滞在型のリゾート地として人気がある。

## 開発
プールはチリの会社であるクリスタル・ラグーンによって開発され、2006年12月にオープンした。初期の見積もりでは、プールには約350万USドルのコストがかかったとされていたが、最近のより正確な見積もりによれば、建設のための20億USドルのコストに加え、メンテナンスにより毎年400万USドルの費用がかかっている。